# Hồ sơ năng lực
Hồ sơ năng lực thường được sử dụng trong việc đấu thầu, chọn thầu; nhất là với ngành xây dựng nhằm chứng minh khả năng của một đơn vị khi thầu một dự án, công trình nào đó. Ngoài ra hồ sơ năng lực cũng là một tài liệu giới thiệu về công ty một cách đầy đủ và tổng quát nhất, nhằm truyền tải thông tin đến khách hàng, đối tác lớn.

## Các phần thường có của một hồ sơ Năng Lực
- Thông tin chung về công ty

1. Tên công ty:
2. Năm thành lập:
3. Giấy phép kinh doanh:
4. Quyết định thành lập công ty
5. Trụ sở chính:
6. Địa chỉ:
7. Website:
8. Các ngành kinh doanh chính:
9. Sơ đồ tổ chức
10. Thành tích, bằng khen, giấy chứng nhận.. (nếu có)

- Năng lực nhân sự

1. Danh sách cán bộ
2. Trình độ chuyên môn
3. Bằng cấp

- Năng lực thiết bị, máy móc:

1. Danh sách máy móc thiết bị phương tiện
2. Số lượng máy
3. Tính năng, công suất máy
4. Tài sản, vật chất..

Báo cáo tài chính (thường là 3 năm gần nhất)
- Doanh thu, lợi nhuận,...
Kinh nghiệm:
Các hợp đồng tương tự đã và đang thi công
Năng lực kinh nghiệm thực hiện các công việc theo yêu cầu của khách hàng:
- Thi công xây dựng, cung cấp dịch vụ, tư vấn....
- Danh sách khách hàng
- Danh sách các dự án đã triển khai